# Шохеи
Шохеи (正平) је јапанска ера (ненко) Јужног двора током првог раздобља Муромачи периода, познатог још и као Нанбокучо период. Настала је после Кококу и пре Кентоку ере. Временски је трајала од децембра 1346. до јула 1370. године. Владајући цареви у Јужном двору били су Го Мураками и Чокеи док су на Северном то били цареви Суко и Го Когон.

## Еквивалентне ере Северног двора
- Џова
- Кано
- Буна
- Енбун
- Коан
- Џоџи
- Оан

## Важнији догађаји Шохеи ере
- 1346. (Шохеи 1): Кампаку Такацукаса Морохира је ослобођен својих дужности и замењен са Ниџо Јошимото.[3]
- 1347. (Шохеи 2): Ниџо Јошимото губи позицију кампакуа и добија нижу позицију садаиџина.[3]
- 1349. (Шохеи 4): Цар Го Мураками бежи за Ано, Ашикага Тадајоши и Ко но Моронао се свађају а Ашикага Мотоуџи, син Такауџија постаје нови „Канреи“ (шогунов заменик).[4]
- 1350. (Шохеи 5): Јошинори је задужен за чување Кјота.[5]
- 1350. (Шохеи 5): Тадајоши, који је искључен из званичних послова, окреће се религији и постаје свештеник.[4] Тадајошијев усвојени син, Ашикага Тадафују је грешком одбачен као бунтовник.[6]
- 1351. (Шохеи 6): Тадајоши приступа Јужном двору чија војска преузима власт над Кјотом. Након примирја где су се Тадајоши и Такауџи помирили, Ко но Моронао и Ко но Моројасу бивају прогнани.[4]
- 1350-1352. (Шохеи 5- Шохеи 7): Оружани сукоб, познати као „Кано инцидент“ појачало је неслагање између шогуна Ашикага Такауџија и његовог брата Ашикага Тадајошија. Неслагање у вези утицаја Ко но Моронаоа заборављено је након смрти самог Моронаоа, па је Тадајошију наређено да дође у Камакуру. Браћа су се временом помирила пре Тадајошијеве смрти 1352. године.[7]
- 1352. (Шохеи 7): Деда актуелног цара постаје надаиџин.[8]
- 1353. (Шохеи 8): Кјото је окупиран од стране Јужне војске коју предводи Јамана Токиуџи али престоницу врло брзо преузима шогунат Ашикага.[4]
- 1354. (Шохеи 9): Такауџи бежи са царом Го Когоном. У међувремену умире Китабатаке Чикафуса.[4]
- 1355. (Шохеи 10): Кјото прелази у руке Јужне војске али га назад опет преузима војска Ашикага шогуната.[4]
- 1356. (Шохеи 11): Минамото но Мичисуке је унапређен у „наидаиџина“.[9]
- 1356. (Шохеи 11): Ашикага Јошинори је уздигнут на други ранк треће класе у дворској хијерархији.[9]
- 1357. (Шохеи 12): Цар Го Мураками који је 1352. заробио бившег цара Когона, Комјоа и Сука, пушта их на слободу и дозвољава им да се из Јошина врате за Кјото.[9]
- 1358. (Шохеи 13): Смрт шогуна Ашикаге Такауџија.[10] Нови шогун Ашикага Јошиакира суочава се са напуштањем и отпадништвом у шогунату.[11]
- 1361. (Шохеи 16): Разне временске непогоде. Обилат снег, земљотреси и пожар у граду Кјоту.[12]
- 1361. (Шохеи 16): Основан је храм и манастир Зен будизма – Еигенџи. Оснивач је Сасаки Уџијори а први управник био је Јакушицу Генко.[13]
- 1362. (Шохеи 17): Хосокава Кијоуџи и Кусуноки Масанори нападају Кјото. Ашикава Јошиакира бежи али за двадесeт дана враћа престоницу у своје руке.[11]